# Go (film, 1999)
Pour les articles homonymes, voir Go.
Pour plus de détails, voir Fiche technique et Distribution.
Go est un film américain réalisé par Doug Liman, sorti en 1999.

## Synopsis
La veille de Noël, menacée d'expulsion, Ronna doit absolument trouver de l'argent. Elle remplace à l'improviste Simon, son collègue au supermarché parti s'amuser avec des copains à Las Vegas. Mais elle décide aussi de le seconder dans ses activités illégales de dealer, avec l'aide  de son amie Claire. Cependant, Adam et Zack, jeunes acteurs contraints d'aider la police à arrêter des revendeurs de drogue, vont tendre un piège à Ronna et Claire. Comme Simon a un don hors du commun pour attirer les ennuis, les catastrophes vont bientôt s'accumuler au cours d'une nuit inoubliable pour lui et ses copains. Tous vont bientôt se retrouver dans une situation aussi catastrophique que drôle, chacun de son point de vue. Aucun d'eux n'oubliera cette nuit.

## Fiche technique
- Production : Matt Freeman, Mickey Liddell, Paul Rosenberg, John August et Paddy Cullen
- Société de production : TriStar
- Assistant producteur : Matt Holloway
- Budget : 6,5 millions de dollars (4,77 millions d'euros)
- Musique : BT et Moby
- Photographie : Doug Liman
- Montage : Stephen Mirrione
- Décors : Thomas P. Wilkins
- Costumes : Genevieve Tyrrell
- Société de distribution :
  - France : Columbia
- Pays d'origine :  États-Unis
- Format : couleurs — 2,35:1 — DTS, Dolby Digital et SDDS — 35 mm
- Genre : film noir
- Durée : 103 minutes
- Dates de sortie :
  - États-Unis : 7 avril 1999 (première)
  - États-Unis : 9 avril 1999
  - France , Suisse romande : 8 septembre 1999
  - Belgique : 29 septembre 1999
- Film interdit aux moins de 16 ans lors de sa sortie en France

## Distribution
- Sarah Polley (VF : Virginie Méry) : Ronna Martin
- Desmond Askew (VF : Alexis Tomassian) : Simon Baines
- Jay Mohr (VF : Damien Witecka) : Zack
- Scott Wolf (VF : Damien Ferrette) : Adam
- Katie Holmes (VF : Alexandra Garijo) : Claire Montgomery
- Taye Diggs (VF : Lucien Jean-Baptiste) : Marcus
- Timothy Olyphant (VF : Jean-Pierre Michaël) : Todd Gaines
- William Fichtner (VF : Patrick Borg) : Burke
- J.E. Freeman (VF : Jean-Pierre Moulin) : Victor Sr.
- James Duval : Singh
- Breckin Meyer : Tiny
- Nathan Bexton (VF : Franck Capillery) : Mannie
- Jane Krakowski (VF : Véronique Alycia) : Irene
- Jimmy Schubert : Victor Jr.
- Katharine Towne : Becky

## Production
Le tournage débute en mars 1998 à Los Angeles et Las Vegas.

## Bande originale
- Fire Up the Shoesaw, interprété par Lionrock
- Silver Bells, interprété par Starlite Pop Orchestra
- Hark the Herald Angels Sing, interprété par Starlite Pop Orchestra
- New, interprété par No Doubt
- Angel, interprété par Massive Attack
- Macarena (DJ Dero Piano Mix), interprété par Los del Río
- Swords, interprété par Leftfield et Nicole Willis
- To All the Lovely Ladies, interprété par Goldo
- Rockitt, interprété par Sunset Sky
- Believer, interprété par BT
- Cha Cha Cha (Go Remix), interprété par Jimmy Luxury et The Tommy Rome Orchestra
- Gangster Tripping, interprété par Fatboy Slim
- Scatter and Swing, interprété par Lionrock
- Let Your Love Flow, interprété par Bellamy Brothers
- Talisman, interprété par Air
- Steal my Sunshine, interprété par Len
- Always on the Run, interprété par Lenny Kravitz
- Song for Holly, interprété par Esthero et Danny Saber
- Shooting Up in Vain (Go Remix), interprété par Eagle-Eye Cherry
- Magic Carpet Ride, interprété par Steppenwolf
- Magic Carpet Ride (Steir's Mix), interprété par Phillip Steir
- The Christmas Song (Chestnuts Roasting on an Open Fire), interprété par Starlite Pop Orchestra
- Blackout, interprété par Sunset Sky
- Jah Jah Voice Is Calling, interprété par Peter Broggs
- Troubled by the Way We Came Together, interprété par Natalie Imbruglia
- Good to Be Alive, interprété par DJ Rap

## Distinctions
- Nomination au grand prix spécial, lors du Festival du cinéma américain de Deauville en 1999.
- Nomination au prix du meilleur réalisateur et meilleur second rôle féminin pour Sarah Polley, lors des Independent Spirit Awards en 2000.